# Sam Giancana
Samuel Mooney Giancana (n. 15 iunie 1908, Chicago, Illinois, SUA – d. 18 iunie 1975, Oak Park, Illinois, SUA) a fost un gangster american care a ocupat funcția de boss al organizației Chicago Outfit din 1957 până în 1966.
Giancana s-a născut în Chicago din părinți italieni. S-a alăturat bandei 42⁠(d) în perioada adolescenței și datorită reputației sale din lumea interlopă a orașului, a intrat în atenția liderilor Chicago Outfit. La sfârșitul anilor 1930, Giancana a devenit membru al organizației, iar din anii 1940 a început să desfășoare operațiuni cu pariuri ilegale⁠(d), distribuție ilegală de lichior și fapte de racketeering în Louisiana. În aceeași perioadă a controlat și câștigurile din loteriilor⁠(d) afro-americane din Chicago. În 1957, Giancana a devenit boss al Chicago Outfit.
Conform unor surse, Giancana și alți membri ai mafiei au contribuit la victoria lui John F. Kennedy în cadrul alegerilor prezidențiale din 1960. În anii 1960, a fost recrutat de Agenția Centrală de Informații (CIA) în încercarea de a stabili un plan de asasinare a liderului cuban Fidel Castro. Adepții teoriilor conspirative consideră că Giancana alături de liderii Santo Trafficante Jr. și Carlos Marcello au fost implicați în asasinarea lui JFK. În 1965, Giancana a fost condamnat pentru sfidarea curții⁠(d) și a executat un an de închisoare. După eliberarea, Giancana a fugit în Cuernavaca, Mexic. În 1974, a fost deportat în Statele Unite și s-a întors în Chicago. Giancana a fost ucis pe 19 iunie 1975 în Oak Park, Illinois, cu puțin timp înainte să apară în fața Comitetului Church⁠(d).

## Biografie
Giancana s-a născut Gilormo Giangana la 24 mai 1908 în cartierul Patch⁠(d) din Chicago. Tatăl său - Antonio Giancana - a imigrat în 1905, iar mama sa - Antonia DeSimmona - în 1906; familia avea opt copii. Antonia a murit în 1910, iar tatăl său s-a recăsătorit cu Mary Leonardi. La 23 septembrie 1933, Giancana s-a căsătorit cu Angeline DeTolve, fiica unor imigranți din regiunea italiană Basilicata. Cei doi au avut trei fiice, Antoinette născută în 1935, Bonnie născută în 1938 și Francine născută în 1945. Soția sa Angeline a murit pe 23 aprilie 1954.